# Grabnerbach
Grabnerbach är ett vattendrag i Österrike.   Det ligger i förbundslandet Tyrolen, i den västra delen av landet, 400 km väster om huvudstaden Wien.
I omgivningarna runt Grabnerbach växer i huvudsak blandskog. Runt Grabnerbach är det ganska tätbefolkat, med 62 invånare per kvadratkilometer.